# PRPF31

 PRP31 — обрабатывающий пре-мРНК фактор 31, гомолог (S. Cerevisiae ) (англ. «PRP31 pre-mRNA processing factor 31 homolog (S. cerevisiae)») , также известный как  PRPF31  , — белок, кодируемый у человека геном PRPF31.

## Функция
PRPF31 — ген, кодирующий фактор сплайсинга hPRP31. Это имеет важное значение для формирования сплайсосом hPRP31 связанных с U4/U4 di-snRNP и взаимодействующих с другим фактором сплайсинга  hPRP6, для формирования U4/U6- U5 tri-snRNP. Было выявлено, что когда срывается РНК-интерференция hPRP31, U4/U6 di-snPRNPs накапливаются в тельцах Кахаля и U4/U6-U5 tri-snRNP не может сформироваться. 
PRPF31 набирает интроны после присоединения U4 и U6 РНК и 15.5K белка NHP2L1. Добавление PRPF31 имеет решающее значение для перехода сплайсосомного комплекса в активированное состояние.

## Клиническое значение
Мутация в PRPF31 является одной из 4 известных мутаций  факторов сплайсинга, которые, как известно, вызывают пигментный ретинит . Первая мутация в PRPF31 была обнаружена Vithana и др. в 2001 году. пигментный ретинит (RP) является клинически и генетически гетерогенной группой дистрофии  сетчатки, характеризующейся прогрессирующей дегенерацией фоторецепторов, что в конечном счёте, приводит к серьёзным нарушениям зрения.

## Наследование
Мутации в PRPF31 наследуются  аутосомно-доминантным образом, что приводит к 2,5% случаев аутосомно-доминантного пигментного ретинита (adRP) в смешанном населении Великобритании.  Однако картина наследования мутаций PRPF31  не является типично доминантным наследованием, показывая феномен частичной пенетрантности , в результате чего доминантные мутации появляются с "пропусками" поколений. Это, как полагают, из-за наличия двух аллелей дикого типа (англ. «wild type»), высокоэкспрессивного аллеля и низкоэкспрессивного аллеля. Если пациент имеет мутантный аллель и высокоэкспрессивный аллель, то они не являют фенотип болезни. Если пациент имеет мутантный аллель и алель низкого уровня экспрессивности, остаточный уровень белка падает ниже порога для нормального функционирования, и в этом случае они являют фенотип болезни. Поэтому картину наследования PRPF31 можно рассматривать как разновидность гаплонедостаточности. Этот вариант гаплонедостаточности виден только в двух других заболеваниях человека:  протопорфирия эритроцитов, вызванная мутациями в гене FECH; и наследственный овалоцитоз, вызванные  мутациями в спектриновом гене.  